# 8.ª etapa do Tour de France de 2022
A 8.ª etapa do Tour de France de 2022 teve lugar a 9 de julho de 2022 entre Dole na França e Lausana na Suíça sobre um percurso de 186,3 km. O vencedor foi o belga Wout van Aert do Jumbo-Visma e o esloveno Tadej Pogačar conseguiu manter a liderança.

## Classificação da etapa
| Dole - Lausana | etapa escarpada | (186,3 km) |

| \| Classificação por etapas \| Classificação por etapas \| Classificação por etapas \| Classificação por etapas \| Classificação por etapas \| \| Ciclista \| Ciclista \| Equipe \| Tempo \| \| \| ------------------------ \| ------------------------ \| ------------------------ \| ------------------------ \| ------------------------ \| \| 1. \| Wout van Aert \| Jumbo-Visma \| 4h13m06s \| \| \| 2. \| Michael Matthews \| BikeExchange-Jayco \| + 0s \| \| \| 3. \| Tadej Pogačar \| UAE Team Emirates \| + 0s \| \| \| 4. \| Andreas Kron \| Lotto-Soudal \| + 0s \| \| \| 5. \| Alberto Bettiol \| EF Education-EasyPost \| + 0s \| \| \| 6. \| Aleksandr Vlasov \| Bora-Hansgrohe \| + 0s \| \| \| 7. \| Benjamin Thomas \| Cofidis \| + 0s \| \| \| 8. \| Jonas Vingegaard \| Jumbo-Visma \| + 0s \| \| \| 9. \| Bob Jungels \| AG2R Citroën Team \| + 0s \| \| \| 10. \| Thomas Pidcock \| Ineos Grenadiers \| + 0s \| \| |                  |                       |          |
| |                  |                       |          |
| Fonte: ProCyclingStats |                  |                       |          |
| Classificação por etapas |                  |                       |          |
| Ciclista | Ciclista         | Equipe                | Tempo    |
| 1. | Wout van Aert    | Jumbo-Visma           | 4h13m06s |
| 2. | Michael Matthews | BikeExchange-Jayco    | + 0s     |
| 3. | Tadej Pogačar    | UAE Team Emirates     | + 0s     |
| 4. | Andreas Kron     | Lotto-Soudal          | + 0s     |
| 5. | Alberto Bettiol  | EF Education-EasyPost | + 0s     |
| 6. | Aleksandr Vlasov | Bora-Hansgrohe        | + 0s     |
| 7. | Benjamin Thomas  | Cofidis               | + 0s     |
| 8. | Jonas Vingegaard | Jumbo-Visma           | + 0s     |
| 9. | Bob Jungels      | AG2R Citroën Team     | + 0s     |
| 10. | Thomas Pidcock   | Ineos Grenadiers      | + 0s     |

## Classificações ao final da etapa

### Classificação geral(Maillot Jaune)
| \| Classificação geral \| Classificação geral \| Classificação geral \| Classificação geral \| Classificação geral \| \| Ciclista \| Ciclista \| Equipe \| Tempo \| \| \| ------------------- \| ---------------------- \| --------------------- \| ------------------- \| ------------------- \| \| 1. \| Tadej Pogačar \| UAE Team Emirates \| 28h56m16s \| \| \| 2. \| Jonas Vingegaard \| Jumbo-Visma \| + 39s \| \| \| 3. \| Geraint Thomas \| Ineos Grenadiers \| + 1m14s \| \| \| 4. \| Adam Yates \| Ineos Grenadiers \| + 1m22s \| \| \| 5. \| David Gaudu \| Groupama-FDJ \| + 1m35s \| \| \| 6. \| Romain Bardet \| Team DSM \| + 1m36s \| \| \| 7. \| Thomas Pidcock \| Ineos Grenadiers \| + 1m39s \| \| \| 8. \| Neilson Powless \| EF Education-EasyPost \| + 1m41s \| \| \| 9. \| Enric Mas \| Movistar Team \| + 1m47s \| \| \| 10. \| Daniel Felipe Martínez \| Ineos Grenadiers \| + 1m59s \| \| |                        |                       |           |
| |                        |                       |           |
| Fonte: ProCyclingStats |                        |                       |           |
| Classificação geral |                        |                       |           |
| Ciclista | Ciclista               | Equipe                | Tempo     |
| 1. | Tadej Pogačar          | UAE Team Emirates     | 28h56m16s |
| 2. | Jonas Vingegaard       | Jumbo-Visma           | + 39s     |
| 3. | Geraint Thomas         | Ineos Grenadiers      | + 1m14s   |
| 4. | Adam Yates             | Ineos Grenadiers      | + 1m22s   |
| 5. | David Gaudu            | Groupama-FDJ          | + 1m35s   |
| 6. | Romain Bardet          | Team DSM              | + 1m36s   |
| 7. | Thomas Pidcock         | Ineos Grenadiers      | + 1m39s   |
| 8. | Neilson Powless        | EF Education-EasyPost | + 1m41s   |
| 9. | Enric Mas              | Movistar Team         | + 1m47s   |
| 10. | Daniel Felipe Martínez | Ineos Grenadiers      | + 1m59s   |

### Classificação por pontos(Maillot Vert)
| Classificação por pontos | Classificação por pontos | Classificação por pontos | Classificação por pontos | Classificação por pontos |
| Ciclista                 | Ciclista                 | Equipe                   | Pontos                   |                          |
| ------------------------ | ------------------------ | ------------------------ | ------------------------ | ------------------------ |
| 1.                       | Wout van Aert            | Jumbo-Visma              | 264 pts                  |                          |
| 2.                       | Fabio Jakobsen           | Quick-Step Alpha Vinyl   | 149 pts                  |                          |
| 3.                       | Tadej Pogačar            | UAE Team Emirates        | 128 pts                  |                          |
| 4.                       | Jasper Philipsen         | Alpecin-Deceuninck       | 102 pts                  |                          |
| 5.                       | Christophe Laporte       | Jumbo-Visma              | 97 pts                   |                          |
| 6.                       | Magnus Cort              | EF Education-EasyPost    | 86 pts                   |                          |
| 7.                       | Peter Sagan              | TotalEnergies            | 86 pts                   |                          |
| 8.                       | Michael Matthews         | BikeExchange-Jayco       | 68 pts                   |                          |
| 9.                       | Simon Clarke             | Israel-Premier Tech      | 67 pts                   |                          |
| 10.                      | Dylan Groenewegen        | BikeExchange-Jayco       | 60 pts                   |                          |

### Classificação da montanha(Maillot à Pois Rouges)
| Classificação da montanha | Classificação da montanha | Classificação da montanha | Classificação da montanha | Classificação da montanha |
| Ciclista                  | Ciclista                  | Equipe                    | Pontos                    |                           |
| ------------------------- | ------------------------- | ------------------------- | ------------------------- | ------------------------- |
| 1.                        | Magnus Cort               | EF Education-EasyPost     | 11 pts                    |                           |
| 2.                        | Tadej Pogačar             | UAE Team Emirates         | 10 pts                    |                           |
| 3.                        | Jonas Vingegaard          | Jumbo-Visma               | 8 pts                     |                           |
| 4.                        | Primož Roglič             | Jumbo-Visma               | 6 pts                     |                           |
| 5.                        | Lennard Kämna             | Bora-Hansgrohe            | 5 pts                     |                           |
| 6.                        | Simon Geschke             | Cofidis                   | 4 pts                     |                           |
| 7.                        | Wout van Aert             | Jumbo-Visma               | 4 pts                     |                           |
| 8.                        | Mattia Cattaneo           | Quick-Step Alpha Vinyl    | 3 pts                     |                           |
| 9.                        | Alexis Vuillermoz         | TotalEnergies             | 2 pts                     |                           |
| 10.                       | Frederik Frison           | Lotto-Soudal              | 2 pts                     |                           |

### Classificação do melhor jovem(Maillot Blanc)
| Classificação dos jovens | Classificação dos jovens | Classificação dos jovens           | Classificação dos jovens | Classificação dos jovens |
| Ciclista                 | Ciclista                 | Equipe                             | Tempo                    |                          |
| ------------------------ | ------------------------ | ---------------------------------- | ------------------------ | ------------------------ |
| 1.                       | Tadej Pogačar            | UAE Team Emirates                  | 28h56m16s                |                          |
| 2.                       | Thomas Pidcock           | Ineos Grenadiers                   | + 1m39s                  |                          |
| 3.                       | Brandon McNulty          | UAE Team Emirates                  | + 7m02s                  |                          |
| 4.                       | Andreas Leknessund       | Team DSM                           | + 14m50s                 |                          |
| 5.                       | Matteo Jorgenson         | Movistar Team                      | + 16m55s                 |                          |
| 6.                       | Jasper Philipsen         | Alpecin-Deceuninck                 | + 19m53s                 |                          |
| 7.                       | Kevin Geniets            | Groupama-FDJ                       | + 21m24s                 |                          |
| 8.                       | Georg Zimmermann         | Intermarché-Wanty-Gobert Matériaux | + 25m18s                 |                          |
| 9.                       | Fred Wright              | Bahrain Victorious                 | + 26m14s                 |                          |
| 10.                      | Andreas Kron             | Lotto-Soudal                       | + 29m17s                 |                          |

### Classificação por equipas(Classement par Équipe)
| Classificação por equipes | Classificação por equipes | Classificação por equipes | Classificação por equipes |
| Equipe                    | Equipe                    | Tempo                     |                           |
| ------------------------- | ------------------------- | ------------------------- | ------------------------- |
| 1.                        | Ineos Grenadiers          | 86h52m43s                 |                           |
| 2.                        | Jumbo-Visma               | + 26s                     |                           |
| 3.                        | EF Education-EasyPost     | + 6m06s                   |                           |
| 4.                        | UAE Team Emirates         | + 9m00s                   |                           |
| 5.                        | Bahrain Victorious        | + 9m32s                   |                           |
| 6.                        | Bora-Hansgrohe            | + 9m36s                   |                           |
| 7.                        | Groupama-FDJ              | + 10m36s                  |                           |
| 8.                        | Arkéa-Samsic              | + 16m43s                  |                           |
| 9.                        | Trek-Segafredo            | + 17m22s                  |                           |
| 10.                       | Israel-Premier Tech       | + 20m34s                  |                           |

## Abandonos
Vegard Stake Laengen e Geoffrey Bouchard não tomaram a saída depois de ter dado positivo em COVID-19. Por outro lado, Kevin Vermaerke, por causa de uma queda, e Gianni Moscon, pelas secuelas derivadas do COVID-19, não completaram a etapa.